# 888 (szám)
A 888 (római számmal: DCCCLXXXVIII) egy természetes szám, palindromszám.

## A szám a matematikában
A tízes számrendszerbeli 888-as a kettes számrendszerben 1101111000, a nyolcas számrendszerben 1570, a tizenhatos számrendszerben 378 alakban írható fel.
A 888 páros szám, összetett szám, kanonikus alakban a 23 · 31 · 371 szorzattal, normálalakban a 8,88 · 102 szorzattal írható fel. Tizenhat osztója van a természetes számok halmazán, ezek növekvő sorrendben: 1, 2, 3, 4, 6, 8, 12, 24, 37, 74, 111, 148, 222, 296, 444 és 888.
A 888 négyzete 788 544, köbe 700 227 072, négyzetgyöke 29,79933, köbgyöke 9,61179, reciproka 0,0011261. A 888 egység sugarú kör kerülete 5579,46855 egység, területe 2 477 284,037 területegység; a 888 egység sugarú gömb térfogata 2 933 104 300,3 térfogategység.